# Турецкий городок
Туре́цкий городо́к (укр. Турецьке містечко) — неофициальное название жилого массива в Киеве, расположенного в Соломенском районе города вдоль улиц Кадетский Гай (см. Кадетская роща) и Ивана Пулюя. 
Застроен в течение 1993—1994 годов и первоначально включал 14 зданий, в том числе одиннадцать 10- и 16-этажных жилых домов (сейчас все имеют нечётные номера с 1-го по 11-й), «торгово-офисный» центр, школу со стадионом, два детских сада. Официально «открыт» 31 января 1995 года президентом Леонидом Кучмой, а заселён в феврале 1995 года. Первоначально было построено примерно 1600 квартир (2-х, 3-х и 4-комнатных) для военнослужащих Группы советских войск в Германии. Официального названия не существует, указанное название имеет стихийное народное происхождение, поскольку подрядчиком строительства выступала турецкая компания и среди строителей были турецкие рабочие (вместе с тем на стройку привлекались украинские специалисты).
Прилегает к местности Чоколовка, с которой сообщается улицей Эрнста. В 1995 году в микрорайон проложена новая троллейбусная линия.